# Da campagnolo stagionato a gran maestro di spada
Da campagnolo stagionato a gran maestro di spada (片田舎のおっさん、剣聖になる ～ただの田舎の剣術師範だったのに、大成した弟子たちが俺を放ってくれない件～?, Katainaka no ossan, kensei ni naru: Tada no inaka no kenjutsu shihan datta noni, taisei shita deshitachi ga ore o hōttekurenai ken) è una light novel giapponese scritta da Shigeru Sagazaki e illustrata da Tetsuhiro Nabeshima. Inizialmente ha iniziato la serializzazione sul sito web di pubblicazione di romanzi generati dagli utenti Shōsetsuka ni narō nel novembre 2020. Successivamente la serie è stata acquistata da Square Enix, che ha iniziato a pubblicarlo con la sua etichetta SQEX Novel nell'aprile 2021. Un adattamento manga disegnato da Kazuki Satō ha iniziato la serializzazione sulla rivista web di manga seinen di Akita Shoten Dokodemo Young Champion nell'agosto 2021. Un adattamento anime prodotto da Passione e Hayabusa Film è stato trasmesso dal 5 aprile al 21 giugno 2025. Una seconda stagione è prevista per il 2026.

## Trama
Beryl Gardinant è uno spadaccino sulla quarantina che insegna in un piccolo dojo in un villaggio di campagna. Pur considerandosi del tutto insignificante, un giorno riceve la visita di uno dei suoi ex allievi e l'invito a diventare istruttore dei cavalieri della capitale. Accettando con riluttanza l'offerta, Beryl si riunisce a molti altri ex allievi e scopre che sono tutti diventati individui di grande talento grazie alle abilità "poco appariscenti" che ha insegnato loro.

## Personaggi
Beryl Gardinant (ベリル・ガーデナント?, Beriru Gādenanto)
Doppiato da: Hiroaki Hirata (ed. giapponese), Ruggero Andreozzi (ed. italiana)
Un maestro di spade di mezza età che gestisce un dojo rurale. Nonostante la sua insistenza sul fatto che non c'è nulla di speciale in lui, ha finito per addestrare alcuni dei combattenti e avventurieri più potenti e influenti dell'intero regno.
Allucia Citrus (アリューシア・シトラス?, Aryūshia Shitorasu)
Doppiata da: Nao Tōyama (ed. giapponese), Federica Simonelli (ed. italiana)
La comandante dei cavalieri dell'Ordine della Liberia, era una delle studentesse di Beryl e lo raccomanda come addestratore speciale per l'Ordine in modo che il regno possa riconoscere le sue abilità. Ha anche una cotta per Beryl e vede Surena come la sua rivale.
Surena Lysandra (スレナ・リサンデラ?, Surena Risandera)
Doppiata da: Hitomi Ueda (ed. giapponese), Beatrice Caggiula (ed. italiana)
Un avventuriera di rango nero, era una delle studentesse di Beryl. Rimase orfana da bambina e fu salvata da quest'ultimo, che le insegnò a usare la spada. Ha anche una cotta per Beryl e vede Allucia come la sua rivale.
Curuni Crueciel (クルニ・クルーシエル?, Kuruni Kurūshieru)
Doppiata da: Yuuki Hirose (ed. giapponese), Erica Laiolo (ed. italiana)
Un cavaliere dell'Ordine della Liberion che si è allenata sotto Beryl.
Henbritz Drought (ヘンブリッツ・ドラウト?, Henburittsu Dorauto)
Doppiato da: Kaito Ishikawa (ed. giapponese), Renato Novara (ed. italiana)
Il vicecomandante di Allucia nell'Ordine di Liberion. Inizialmente è scettico sull'abilità di Beryl, ma dopo essere stato sconfitto in duello da lui, diventa uno dei suoi studenti più entusiasti.
Ficelle Harbeller (フィッセル・ハーベラー?, Fisseru Hāberā)
Doppiata da: Hinaki Yano (ed. giapponese), Valentina Pallavicino (ed. italiana)
Una maga del Corpo Magico, era una delle studentesse di Beryl. A causa del suo addestramento di quest'ultimo, Ficelle è specializzata nella magia della spada in cui usa una spada per lanciare i suoi incantesimi.
Lucy Diamond (ルーシー・ダイアモンド?, Rūshī Daiamondo)
Doppiata da Chiwa Saitō (ed. giapponese), Giulia Maniglio (ed. italiana)
La leader del Corpo Magico che si interessa a Beryl dopo aver sentito i racconti di Ficelle su di lui. È una maga altamente qualificata e, secondo quanto riferito, usa la magia per sembrare più giovane di quanto non sia in realtà, rendendo la sua vera età sconosciuta.
Mewi Freya (ミュイ・フレイア?, Myui Fureia)
Doppiata da: Arisa Nakada (ed. giapponese), Martina Tamburello (ed. italiana)
Una giovane ragazza, figlia adottiva di Beryl. In precedenza era una borseggiatrice a cui era stato detto che poteva usare i soldi che aveva rubato per resuscitare sua sorella.
Spur (シュプール?, Shupūru)
Doppiato da: Ryōta Ōsaka (ed. giapponese), Jacopo Calatroni (ed. italiana)
Un cavaliere che funge da guardia del corpo di Reveos Sarleon, un vescovo della Chiesa di Sphene. Ha una straordinaria abilità con la spada.
Rose Marbleheart (ロゼ・マーブルハート?, Roze Māburuhāto)
Doppiata da: Ai Kayano (ed. giapponese), Giada Bonanomi (ed. italiana)
La vicecomandante dell'Ordine Sacro della Chiesa di Sphene, era una delle studentesse di Beryl.
Gatoga Lazorne (ガトガ・ラズオーン?, Gatoga Razuōn)
Doppiato da: Hidenobu Kiuchi (ed. giapponese), Alessandro Germano (ed. italiana)
Il commandante dell'Ordine Sacro della Chiesa di Sphene.

## Media

### Light novel
Scritto da Shigeru Sagazaki, Da campagnolo stagionato a gran maestro di spada ha iniziato la serializzazione sul sito web di pubblicazione di romanzi generati dagli utenti Shōsetsuka ni narō il 17 novembre 2020. Successivamente è stato acquisito da Square Enix che ha iniziato a pubblicarlo come light novel con illustrazioni di Tetsuhiro Nabeshima sotto la loro etichetta SQEX Novel il 7 aprile 2021. Nove volumi sono stati pubblicati a marzo 2025. La light novel è concessa in licenza in inglese da J-Novel Club.
| Nº | Data di prima pubblicazione | Data di prima pubblicazione | Data di prima pubblicazione |
| Nº | Giapponese                  | Giapponese                  |                             |
| -- | --------------------------- | --------------------------- | --------------------------- |
| 1  | 7 aprile 2021               | ISBN 978-4-7575-7190-7      |                             |
| 2  | 7 settembre 2021            | ISBN 978-4-7575-7462-5      |                             |
| 3  | 7 febbraio 2022             | ISBN 978-4-7575-7732-9      |                             |
| 4  | 7 luglio 2022               | ISBN 978-4-7575-8022-0      |                             |
| 5  | 7 dicembre 2022             | ISBN 978-4-7575-8300-9      |                             |
| 6  | 7 giugno 2023               | ISBN 978-4-7575-8605-5      |                             |
| 7  | 6 gennaio 2024              | ISBN 978-4-7575-8997-1      |                             |
| 8  | 6 agosto 2024               | ISBN 978-4-7575-9345-9      |                             |
| 9  | 27 marzo 2025               | ISBN 978-4-7575-9776-1      |                             |

### Manga
Un adattamento manga disegnato da Kazuki Satō ha iniziato la serializzazione sulla rivista web di manga seinen di Akita Shoten Dokodemo Young Champion il 24 agosto 2021. I capitoli del manga sono stati raccolti in sette volumi tankōbon a partire da marzo 2025.
Durante il panel al Sakura-Con 2024, Yen Press ha annunciato di aver concesso in licenza l'adattamento manga.
Una serie manga spin-off scritta da Itsuki Watanabe e disegnata da Megumu Soramichi, intitolata Katainaka no ossan, kensei ni naru gaiden: Hajimari no mahō kenshi, ha iniziato la serializzazione sul servizio manga Manga Up! di Square Enix il 29 novembre 2024. I capitoli dello spin-off sono stati raccolti in un unico volume tankōbon a partire da marzo 2025.
Un'altra serie manga spin-off, intitolata Katainaka no ossan, kensei ni naru gaiden: Ryūsōken no kiseki, ha iniziato la serializzazione sulla rivista Young Gangan di Square Enix il 7 febbraio 2025. La serie è scritta da Zenji Yotsuya e disegnata da Sasami Hazama ed è incentrata sul personaggio di Surena Lysandra. I capitoli dello spin-off sono stati raccolti in un unico volume tankōbon a partire da marzo 2025.
| Nº | Data di prima pubblicazione | Data di prima pubblicazione | Data di prima pubblicazione |
| Nº | Giapponese                  | Giapponese                  |                             |
| -- | --------------------------- | --------------------------- | --------------------------- |
| 1  | 18 febbraio 2022            | ISBN 978-4-253-30691-1      |                             |
| 2  | 20 giugno 2022              | ISBN 978-4-253-30692-8      |                             |
| 3  | 20 marzo 2023               | ISBN 978-4-253-30693-5      |                             |
| 4  | 24 agosto 2023              | ISBN 978-4-253-30694-2      |                             |
| 5  | 26 gennaio 2024             | ISBN 978-4-253-30695-9      |                             |
| 6  | 6 agosto 2024               | ISBN 978-4-253-30696-6      |                             |
| 7  | 27 marzo 2025               | ISBN 978-4-253-30697-3      |                             |

#### Gaiden: Hajimari no mahō kenshi
| Nº | Data di prima pubblicazione | Data di prima pubblicazione | Data di prima pubblicazione |
| Nº | Giapponese                  | Giapponese                  |                             |
| -- | --------------------------- | --------------------------- | --------------------------- |
| 1  | 27 marzo 2025               | ISBN 978-4-7575-9775-4      |                             |

#### Gaiden: Ryūsōken no kiseki
| Nº | Data di prima pubblicazione | Data di prima pubblicazione | Data di prima pubblicazione |
| Nº | Giapponese                  | Giapponese                  |                             |
| -- | --------------------------- | --------------------------- | --------------------------- |
| 1  | 27 marzo 2025               | ISBN 978-4-7575-9776-1      |                             |

### Anime
Il 1° agosto 2024 è stato annunciato l'adattamento di una serie televisiva anime. È prodotto da Passione e Hayabusa Film e diretto da Akio Kazumi, con sceneggiature scritte da Kunihiko Okada, personaggi disegnati da Satsuki Hayasaka che è anche direttore dell'animazione e musiche composte da Yasuharu Takanashi. La serie è stata trasmessa dal 5 aprile al 21 giugno 2025 sul blocco di programmazione IMAnimation su tutti gli affiliati ANN, inclusa TV Asahi. La sigla di apertura è Heroes eseguita da Takanori Nishikawa, mentre la sigla di chiusura è Alright!! eseguita da Flow. Amazon ha concesso in licenza la serie per lo streaming su Prime Video.
Una seconda stagione è stata annunciata dopo la conclusione della prima ed è prevista per il 2026.

#### Episodi
| Nº | Titolo italiano Giapponese 「Kanji」 - Rōmaji | In onda        | In onda        |
| Nº | Titolo italiano Giapponese 「Kanji」 - Rōmaji | Giapponese     | Italiano       |
| 1  | Il campagnolo stagionato arriva nella capitale 「片田舎のおっさん、首都に行く」 - Katainaka no ossan, shuto ni iku | 5 aprile 2025  | 5 aprile 2025  |
| 1  | Beryl Gardinant lavora come istruttore di scherma in un dojo di campagna remoto. Pur sognando di diventare un avventuriero, si accontentò di diventare un istruttore di scherma e poter insegnare a molti allievi che divennero abili guerrieri. Un giorno, una delle sue vecchie allieve, la comandante dell'Ordine Reale dei Cavalieri Allucia, arriva a casa sua. Allucia spiega di aver raccomandato Beryl come istruttore speciale per l'Ordine di Liberion, incarico che fu approvato dal re. Incapace di rifiutare un Ordine Imperiale, Beryl si reca nella capitale Baltrain con Allucia, dove si presenta ai soldati dell'Ordine di Liberion e si riunisce con un'altra ex studente, Curuni. Al ritorno a casa, Beryl scopre che un altro ex studente, Randrid, ha deciso di ritirarsi dall'avventura dopo aver messo su famiglia ed è tornato al villaggio. Il padre di Beryl ha fatto in modo che Randrid prendesse il controllo del dojo, così Beryl può rimanere a Baltrain e, si spera, trovare moglie. Tornato a Baltrain, Beryl incontra un'altra ex studentessa, Surena, che è diventata rivale di Allucia. Durante la sua prima sessione di addestramento, Beryl viene sfidato a duello dal vice comandante dell'Ordine, Henblitz. Mentre Henblitz è avvantaggiato in velocità e forza, Beryl riesce a sfruttare la sua esperienza per prevedere le mosse di Henblitz e sconfiggerlo, guadagnandosi il rispetto suo e dell'Ordine. Tornati al villaggio, il padre di Beryl e Randrid riflettono su come le abilità di Beryl con la spada siano in realtà ineguagliabili e sperano che possa farsi un nome nella capitale. |                |                |
| 2  | Il campagnolo stagionato si fa stupire da una maga 「片田舎のおっさん、魔術師に驚愕する」 - Katainaka no ossan, majutsu-shi ni kyōgaku suru | 12 aprile 2025 | 12 aprile 2025 |
| 2  | Una settimana dopo essere diventato un istruttore speciale, Beryl si è abituato al suo nuovo ruolo e Curuni si offre di accompagnarlo a Baltrain. Nel frattempo, Allucia ricorda il suo allenamento con Beryl e di non essersi resa conto di quanto fosse abile finché lei e i suoi compagni studenti non hanno sconfitto facilmente un altro dojo in una competizione. Dopo essersi diplomata e aver raggiunto la fama di comandante dell'Ordine di Liberion sconfiggendo tutti i suoi avversari, Allucia giunse alla conclusione che Beryl non si rendeva conto di quanto fosse forte. Decise quindi che la sua missione sarebbe stata quella di spingere Beryl e l'intero regno a riconoscere la sua abilità. Mentre Beryl e Curuni visitano la città, incontrano un'altra delle sue ex allieve, Ficelle Harbeller, ora maga del Corpo Magico. Inizialmente crede che Ficelle abbia rinunciato al combattimento con la spada, finché lei non usa una speciale magia per catturare un criminale. La mattina dopo, Beryl incontra la comandante del Corpo Magico, Lucy Diamond, che lo sfida a duello per mettere alla prova le sue abilità. |                |                |
| 3  | Il campagnolo stagionato tiene testa a un attacco feroce 「片田舎のおっさん、 猛攻を凌ぐ」 - Katainaka no ossan, mōkō o shinogu | 19 aprile 2025 | 19 aprile 2025 |
| 3  | Sebbene Beryl non riesca a colpire Lucy, riesce a evitare di essere colpito dai suoi incantesimi, il che è sufficiente per impressionarla. Più tardi, Surena si avvicina a Beryl con una richiesta della Gilda degli Avventurieri: aiutarla ad addestrare giovani avventurieri. Beryl ricorda il suo infelice tentativo di diventare un avventuriero in gioventù e non si sente qualificato, ma sia Surena che Lucy garantiscono per le sue capacità. Il Maestro della Gilda alla fine accetta di far duellare Beryl con Surena per dimostrare il suo valore. Surena è entusiasta dell'opportunità di affrontare Beryl in modo appropriato, ricordando come l'abbia salvata quando era bambina. Dopo aver imparato a usare le spade da Beryl, è diventata un'avventuriera per poter continuare a usare le abilità che le aveva insegnato e impedire ad altri bambini di rimanere orfani come lei. Durante il duello, Beryl riconosce che Surena è migliorata drasticamente, ma individua un punto debole nella sua mano sinistra non dominante ed è in grado di sfruttarlo per sconfiggerla. Beryl, con riluttanza, diventa un allenatore per la Gilda degli Avventurieri e accompagna un gruppo di apprendisti con Surena. Mentre ripuliscono facilmente una grotta dai mostri, il gruppo viene assalito da un mostro di alto livello chiamato Zeno Grable. |                |                |
| 4  | Il campagnolo stagionato prende il volo con un mostro 「片田舎のおっさん、 モンスターと空を飛ぶ」 - Katainaka no ossan, Monsutā to sora wo tobu | 26 aprile 2025 | 26 aprile 2025 |
| 4  | Beryl riesce a tenere testa a Zeno Grable, trafiggendo l'occhio della bestia e distraendola abbastanza a lungo da permettere a Surena di sferrare il colpo mortale. Beryl viene celebrato come un eroe dalla Gilda degli Avventurieri per questa impresa, ma rifiuta la loro offerta di diventare un avventuriero. Il giorno dopo, Curuni e Allucia portano Beryl da un fabbro locale per sostituire la spada che ha rotto combattendo contro il mostro. È piacevolmente sorpreso di scoprire che il fabbro è un altro dei suoi ex studenti, Balder Gasp. Beryl e Balder notano entrambi che la spada corta di Curuni si sta usurando più del dovuto e ne deducono che lo stile di combattimento di Curuni predilige spade più grandi e pesanti, quindi decide di passare a una Zweihänder. Surena porta quindi uno degli artigli dello Zeno Grable e incarica Balder di costruirne una nuova per Beryl. Dopo aver insegnato a Curuni come usare lo Zweihänder e aver cenato, Beryl torna a casa e sorprende una borseggiatrice di nome Mewi che cerca di rubargli i soldi. Mewi usa la magia per fuggire, ma accidentalmente lascia la sua collana, che Beryl raccoglie. |                |                |
| 5  | Il campagnolo stagionato si arrabbia con i cattivi 「片田舎のおっさん、 悪党に憤る」 - Katainaka no ossan, akutō ni ikidōru | 3 maggio 2025  | 3 maggio 2025  |
| 5  | Beryl decide di consegnare la collana all'Ordine come oggetto smarrito, ma incontra Mewi Freya che la cerca. Beryl la aiuta a recuperare la collana e la porta da Allucia, dove ammette di essersi data al crimine a causa di un mago che le ha promesso di resuscitare la sorella defunta in cambio di cinque milioni di dalc. Allucia porta Lucy a parlare con Mewi, e Lucy si offre di portarla all'Istituto di Magia, avvertendola che la magia della resurrezione non esiste. Mewi insiste di aver assistito alla breve resurrezione di sua sorella e rivela che il mago che le ha fatto l'offerta si chiama Twilight, il capo della banda criminale Mano Oscura di Twilight. Lucy chiede a Mewi di condurla da Twilight e chiede a Beryl di accompagnarli. Beryl neutralizza gli scagnozzi di Twilight mentre Lucy sconfigge il mago e lo costringe ad ammettere di aver truffato Mewi. In seguito, l'Ordine prende in custodia Twilight e i suoi uomini mentre Lucy accoglie Mewi. Tuttavia, Lucy avverte l'Ordine che Twilight è probabilmente controllato da qualcun altro. Come previsto, Twilight viene assassinato dai membri della chiesa di Baltrain, che intendono usare i cadaveri che ha raccolto per loro in un rituale. |                |                |
| 6  | Il campagnolo stagionato affronta la morte 「片田舎のおっさん、 死者と対峙する」 - Katainaka no ossan, shisha to taijisuru | 10 maggio 2025 | 10 maggio 2025 |
| 6  | Beryl riceve la sua nuova spada, ma viene subito convocato da Lucy, che lo avverte che un vescovo della Chiesa di Sphene, Reveos Sarleon, è probabilmente il sostenitore segreto di Twilight e intende usare i cadaveri per ricreare il Miracolo di Sphene, che presumibilmente può resuscitare i morti. Sarleon è già stato chiamato a testimoniare davanti all'Ordine, ma Lucy chiede a Beryl di essere pronto a catturarlo se cerca di fuggire dal paese. Beryl accetta il piano poiché c'è la possibilità che possano recuperare il corpo della sorella di Mewi. Ha un breve incontro con Mewi, che è ancora confusa sul perché lui e Lucy la trattino così bene. Beryl le assicura che vogliono solo offrirle un futuro migliore. Quella notte, Beryl sorprende Sarleon mentre tenta di fuggire. Ficelle e Curuni arrivano per tenere a bada le guardie così che Beryl possa affrontare Sarleon di persona. Una volta che Sarleon resuscita i cadaveri come zombie, Beryl è costretto a fermarli, fermando anche la guardia del corpo del vescovo. Sarleon viene quindi arrestato. Il giorno dopo, Lucy ricompensa Beryl regalandogli una casa, mentre Mewi accetta di affidargli il suo tutore legale e di vivere con lui. |                |                |
| 7  | Il campagnolo stagionato capisce le sfide di essere genitore 「片田舎のおっさん、 親の苦労を知る」 - Katainaka no ossan, oya no kurō o shiru | 17 maggio 2025 | 17 maggio 2025 |
| 7  | Beryl fatica a capire come prendersi cura di Mewi. Dopo aver visitato la città insieme, la accompagna all'Istituto di Magia dove incontrano una delle insegnanti, Kinera Fine. Kinera le consiglia di concentrarsi sullo studio della magia offensiva, dato che Mewi può produrre fiamme, e poi li accompagna in un tour della scuola, incluso il dormitorio. Sulla via del ritorno, Beryl si chiede se sarebbe meglio per Mewi vivere nel dormitorio o con lui, e si preoccupa anche di come riuscirà ad adattarsi alla vita scolastica. Si consulta con i suoi studenti e conoscenti, che gli consigliano di permettere a Mewi di vivere nei dormitori, ma è ancora indeciso. Dopo aver aiutato Beryl a eliminare i topi dalla loro casa, Mewi decide di fare la strada tra casa e l'Istituto di Magia piuttosto che vivere nei dormitori. La decisione coglie Beryl di sorpresa, ma la accetta dopo aver visto la determinazione di Mewi. |                |                |
| 8  | Il campagnolo stagionato viene attaccato da una spada fulminea 「片田舎のおっさん、神速の剣を食らう」 - Katainaka no ossan, shinsoku no ken o kurau | 24 maggio 2025 | 24 maggio 2025 |
| 8  | Allucia informa Beryl che una delegazione straniera visiterà presto Baltrain e gli consiglia di comprare dei vestiti nuovi, dato che incontrerà personalmente i dignitari. Beryl accetta con riluttanza e Allucia lo porta a fare shopping, considerando l'intera uscita come un appuntamento. Curuni e Henbritz seguono di nascosto la coppia, con Curuni che crede che Allucia nutra un interesse romantico per Beryl. Alla fine della giornata, Beryl compra un nuovo set di vestiti e si congeda. Henbritz affronta quindi Allucia direttamente sui suoi sentimenti per Beryl, ma lei afferma solo vagamente di desiderare solo la sua felicità. Il giorno dopo, Allucia sfida Beryl a duello, con l'intenzione di rivelargli il suo desiderio più profondo in caso di vittoria. Durante il duello, Beryl si rende conto che Allucia è migliorata significativamente dall'ultima volta che si sono affrontati e sa di non poter vincere contro di lei in un combattimento leale. Invece, sconfigge Allucia afferrandole il mantello e gettandola a terra. Allucia accetta la sconfitta, sapendo che anche i suoi avversari non combatteranno sempre lealmente. Dopo che Beryl se ne va, Henbritz si avvicina di nuovo ad Allucia, che ammette di aver pianificato di confessare i suoi sentimenti a Beryl se avesse vinto. Più tardi quella notte, Mewi fa notare a Beryl l'evidente interesse di Allucia per lui, che lui si rifiuta di ammettere a causa della grande differenza d'età. |                |                |
| 9  | Il campagnolo stagionato torna a caccia dopo tanto tempo 「片田舎のおっさん、 ひさしぶりに狩りに行く」 - Katainaka no ossan, hisashiburi ni kari ni iku | 31 maggio 2025 | 31 maggio 2025 |
| 9  | Vedendo che Mewi non ha uno zaino per la scuola, Beryl decide di comprarne uno prima del suo primo giorno all'Istituto di Magia, ma si oppone al prezzo elevato. Surena si avvicina quindi a lui per chiedere aiuto in un duro lavoro della Gilda per catturare un cavallo raro, cosa che lui accetta. Una volta arrivati nella foresta, hanno difficoltà a catturare il cavallo. Tuttavia, dopo che sia Beryl che il cavallo sono stati sorpresi da una frana, riesce a conquistare il suo rispetto quando lo salva. Beryl usa i soldi della ricompensa per comprare il nuovo zaino scolastico di Mewi e scopre che quest'ultima ha accettato un lavoro part-time per comprargli una nuova tazza di ceramica per sostituire quella di legno scheggiata. Il giorno dopo, Beryl vede Mewi partire per il suo primo giorno all'Istituto di Magia. Alla sala di addestramento dell'Ordine, Allucia informa Beryl che il Comandante e il Vice Comandante dell'Ordine di Sphene sono arrivati, e ha intenzione di incontrarli con Henbritz. Ancora sospettoso a causa delle azioni di Sarleon, Beryl decide di incontrarli anche lui ed è sorpreso di vedere che il Vice Comandante è un'altra sua ex allieva, Rose Marbleheart. |                |                |
| 10 | Il campagnolo stagionato protegge una principessa 「片田舎のおっさん、 王女の護衛に着く」 - Katainaka no ossan, ōjo no goei ni tsuku | 7 giugno 2025  | 7 giugno 2025  |
| 10 | Il Comandante Gatoca informa Allucia che, poiché Rose è nuova nel suo ruolo e non è mai stata a Baltrain, l'ha portata davanti alla delegazione in modo che possa familiarizzare con la città. Beryl finisce per mostrare a Rose la città per un po', e lei gli stuzzica l'idea di vivere con lui se dovesse trasferirsi a Baltrain. Al suo ritorno, Mewi si lamenta di avere difficoltà a leggere alcuni dei suoi libri di testo e Beryl promette di aiutarla a studiare. Il giorno dell'arrivo della delegazione di Sphenedyardvania, Allucia assegna se stessa, Beryl e Henbrtiz alla guardia della Terza Principessa di Sphenedyardvania, Salacia, che viaggerà insieme al Principe Glenn, che sarà sorvegliato da Gatoca e Rose. Mentre Glenn e Salacia visitano la città, la delegazione viene improvvisamente attaccata da un gruppo di assassini. Beryl e i cavalieri riescono a respingerli, anche se Gatoca apparentemente riconosce uno degli assassini. L'attacco viene sventato, ma gli assassini catturati si uccidono con le pillole suicide, negando loro ogni possibilità di interrogarli. |                |                |
| 11 | Il campagnolo stagionato si lancia in uno scontro mortale 「片田舎のおっさん、 死闘に身を投じる」 - Katainaka no ossan, shitō ni miwotōjiru | 14 giugno 2025 | 14 giugno 2025 |
| 11 | Tutti si dividono per la giornata una volta che il principe Glenn e la principessa Salacia vengono scortati al sicuro. Rose chiede ad Allucia i dettagli della prossima tappa del tour e finiscono per scambiarsi storie su Beryl prima di aiutare un bambino smarrito a trovare sua madre. Nel frattempo, Beryl torna a casa e trova Lucy ad aspettarlo. Lei lo avverte che Spheneyardvania è attualmente nel mezzo di una lotta di potere tra papisti e realisti, e che gli assassini sono stati probabilmente inviati dalla Chiesa di Sphene per uccidere il principe Glenn in modo che possa essere sostituito dal Secondo Principe Flax, fedele alla Chiesa. Il giorno dopo, il principe Glenn decide di continuare il tour come previsto. Curuni viene assegnata alla guardia mentre Gatoca ammette a Beryl di aver riconosciuto uno degli assassini come Hinnis, l'ex vice comandante prima di Rose. Durante il tour, gli assassini attaccano di nuovo. Quando c'è una pausa nei combattimenti, Beryl chiede ad Allucia di portare il principe Glenn e la principessa Salacia in salvo mentre lui tiene a bada gli assassini. Poi va a confrontarsi con Rose, la quale ammette di essere in combutta con gli assassini. |                |                |
| 12 | Il campagnolo stagionato si guadagna il titolo di gran maestro di spada 「片田舎のおっさん、 剣聖と呼ばれる」 - Katainaka no ossan, kensei to yobareru | 21 giugno 2025 | 21 giugno 2025 |
| 12 | Beryl affronta Rose in duello e riesce ad abbatterla. Tuttavia, decide di risparmiarle la vita dopo aver appreso che è stata costretta dal Papa ad aiutare gli assassini tenendo in ostaggio gli orfani di Sphenedyardvania. Gatoca arriva e guarisce Rose, e Beryl conferma l'accusa secondo cui Sarleon si dilettava nella magia proibita. Sentendo ciò, Gatoca decide di nascondere il coinvolgimento di Rose con gli assassini, e Rose promette di redimersi. In seguito, la notizia che Beryl ha salvato Glenn e Salacia si diffonde per il regno, ed egli viene invitato a partecipare a un banchetto reale. Al banchetto, Re Gladio ringrazia Beryl per aver protetto Salacia e lo riconosce ufficialmente come Gran maestro di spada, con grande gioia di Allucia, e Beryl torna a casa, con Mewi ancora contenta di vivere una vita normale. Nel frattempo, delle spie seguono Rose e Gatoca mentre tornano a Sphenedyardvania, mentre Randrid e il padre di Beryl sentono parlare delle gesta di Beryl e sperano che questo sia il primo passo affinché diventi un vero Gran maestro di spada. |                |                |

## Accoglienza
A gennaio 2024, la serie aveva oltre 4 milioni di copie in circolazione. Nell'agosto 2024, la serie aveva oltre 5,5 milioni di copie in circolazione.
L'adattamento manga si è classificato al terzo posto nella categoria "I Want to Read it Now!" ai Rakuten Kobo's 1st E-book Manga Awards nel 2023. Il manga, insieme a When Marriages Fracture e The Great Snake's Bride, ha vinto il Piccoma Award 2023 nella categoria manga. Il manga si è anche classificato tredicesimo al 9° Next Manga Awards nella categoria web nel 2023. Il manga si è anche classificato al secondo posto agli Tsutaya Comic Awards 2023. Il manga si è anche classificato al tredicesimo posto nell'elenco dei fumetti consigliati dai dipendenti della libreria nazionale del 2024.